# Dichaetomyia semimutata
Dichaetomyia semimutata este o specie de muște din genul Dichaetomyia, familia Muscidae. A fost descrisă pentru prima dată de Stein în anul 1901. Conform Catalogue of Life specia Dichaetomyia semimutata nu are subspecii cunoscute.